# رياق
رياق هي مدينة لبنانية تقع في محافظة البقاع، بالقرب من زحلة. تحتوي المدينة على مطار عسكري، ومحطة سكك حديد قديمة على الطريق السابق من بيروت إلى دمشق، بالإضافة إلى مستشفى. دمر المطار العسكري برياق بواسطة القوات الجوية الإسرائيلية في خلال حرب يوليو 2006. نتيجة لذلك تعرض مهبط الطائرات لأضرار بالغة.

## معلومات عامة
- الارتفاع: 930 م
- خط العرض: 33.85
- خط الطول: 36
- خط العرض: 33° 51' 0 شمالاً
- خط الطول: 36° 0' 0 شرقًا
- لمساحة: 332 هكتار
- الموقع: 176 × 212 الرمز البريدي: 51311
- عدد السكان: 3,349
- عدد المنازل: 1,200
- الشركات: 18

### المسافات:
- عن زحلة 11كم
- عن بيروت 60كم

## علم الآثار
رياق الشمالي هو موقع أثري من العصر الحجري الحديث يقع على جانبي الطريق الرئيسي على بعد 500 متر (0.31 ميل) شمال رياق، عثر هنالك على أدوات من حجر الصوان من قبل لورين كوبلاند وفرانك سكيلز خلال مسح عام 1965، جنبًا إلى جنب مع مجموعة من أعقاب السيوف و أسنة, تم العثور على سلسلة أخرى من النوى والرقائق الكبيرة التي اعتبرها Henri Fleisch مشابهة للمواد الموجودة في سيراين وفلاوي والتي كانت ذات تصنيف محير يُعتقد أنها ربما موستيرية أو من العصر الحجري الحديث الثقيل.

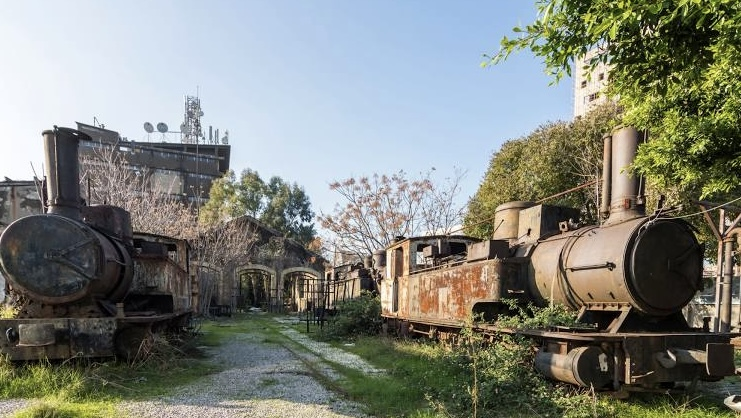
محطة قطار رياق

## تاريخ
في عام 1838, أشار إيلي سميث إلى أن رياق وحوش حالا قريتان مسيحيتان في منطقة بعلبك.
خلال الحرب العالمية الأولى, تم بناء المطار العسكري من قبل القوات الألمانية. وفي عام 1918, قصف الجيش البريطاني محطة سكة الحديد ودمرها.
في 7 أغسطس 1933, حطم طياران فرنسيان (موريس روسي وبول كودوس ), على متن طائرة بلايريو 110 , الرقم القياسي العالمي للطيران بخط مستقيم. وحطت الطائرة في رياق بعد أن قطعت مسافة 9104 كيلومترات دون توقف خلال 55 ساعة من نيويورك.
خلال الحملة السورية اللبنانية في يوليو 1941, قصف البريطانيون القاعدة الفرنسية ومستودعات رياق التي كانت تسيطر عليها قوات نظام فيشي.
تم إنشاء أول سرب مقاتل فرنسي حر (مجموعة الألزاس المقاتلة) هناك في 15 سبتمبر 1941.
في سبتمبر 1942, زار الجنرال ديغول الطيارين في قاعدة رياق, وتم إنشاء مجموعة نورماندي المقاتلة رقم 3 ( التي أصبحت فيما بعد نورماندي-نيمين) هناك في الشهر التالي.

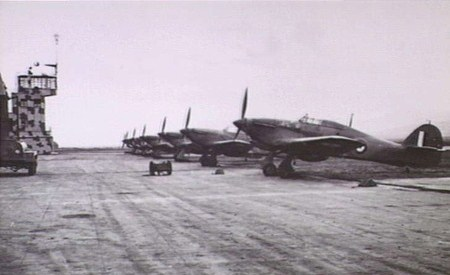
إعصار هوكر التابع للقوات الجوية الملكية الأسترالية في رياق عام 1942.

في 10 أكتوبر 1943, أنشأ هناك سرب مقاتلات آردين 3/3. وتم إنشاء القوات الجوية اللبنانية في 1 حزيران 1949.
سُميت دبابة فرنسية من طراز M10 ولفيرين من السرب الثالث من فوج الدبابات الاستعماري (RCCC) باسم رياق خلال الحرب العالمية الثانية.
أدت الحرب الأهلية اللبنانية من عام 1975 إلى عام 1990 إلى انقطاع حركة السكك الحديدية بالكامل. وفي عام 2002, فشلت محاولة استعادة الربط بين رياق ودمشق.

## مشاهير
- ولد في هذه المدينة شارل العشي , مدير مختبر الدفع النفاث الأمريكي من 2001 إلى 2016.
- رومان جاري , روائي فرنسي, عمل كطيار هناك في عام 1942.
- إيلي معكرون, كاتب وشاعر, ولد فيها عام 1945.
- هرب جان تولاسن , وهو أيضًا طيار, في 5 ديسمبر 1940 إلى اللد (بالقرب من حيفا ).
- ولد في هذه المدينة جان معكرون , دبلوماسي وسفير لبناني.

## طالع
- تل رياق

## روابط خارجية
- رياق - حوش حاله, دليل لبنان السياحي
- رياق - حوش حلة ، لوكاليبان
- رياق على موقع geographic.org
- عربات قديمة في ساحات رياق